# Superliga 1994/95 (Türkei)
Die Saison 1994/95 war die dritte Spielzeit der Superliga, der höchsten türkischen Eishockeyspielklasse. Meister wurde zum dritten Mal in der Vereinsgeschichte Büyükşehir Belediyesi Ankara SK.

## Hauptrunde

### Modus
In der Hauptrunde absolvierte jede der fünf Mannschaften insgesamt acht Spiele. Der Erstplatzierte der Hauptrunde wurde Meister. Für einen Sieg erhielt jede Mannschaft zwei Punkte, bei einem Unentschieden gab es ein Punkt und bei einer Niederlage null Punkte.

### Tabelle
|    | Klub                            | Sp | S | U | N | Tore   | Punkte |
| -- | ------------------------------- | -- | - | - | - | ------ | ------ |
| 1. | Büyükşehir Belediyesi Ankara SK | 8  | 8 | 0 | 0 | 159:22 | 16     |
| 2. | Emniyet SK                      | 8  | 6 | 0 | 2 | 80:63  | 12     |
| 3. | TED Ankara Kolejliler SK        | 8  | 3 | 0 | 5 | 58:76  | 6      |
| 4. | İstanbul Paten SK               | 8  | 2 | 0 | 6 | 42:105 | 4      |
| 5. | Ankara Paten SK                 | 8  | 1 | 0 | 7 | 35:108 | 2      |

Sp = Spiele, S = Siege, U = Unentschieden, N = Niederlagen